# Wallensteen (adelsätt)
Wallensteen  är en ätt som utgick från häradshövdingen Johan Walstenius (1640-talet–1729), som adlades 1693 med namnet Wallensteen och introducerades på Riddarhuset 1697 på nummer 1305. Den utslocknade på svärdssidan 1762 med en tonårig sonson till den först adlade. Adelsättens medlemmar bodde  i Finland.
Släkten överlappade ofrälse bärare av namnet till exempel pråsten Johan Peter Wallensteen, som var ofrälse och som fått efternamnet efter sin far, var född 1750 i Småland.